# Rhyacophila dolokana
Rhyacophila dolokana är en nattsländeart som beskrevs av Malicky 1978. Rhyacophila dolokana ingår i släktet Rhyacophila och familjen rovnattsländor. Inga underarter finns listade i Catalogue of Life.